# Contea di Xiangning
La contea di Xiangning (乡宁县S, Xiāngníng XiànP) è una contea della Cina, situata nella provincia dello Shanxi e amministrata dalla prefettura di Linfen.